# Louis Valois
Pour les articles homonymes, voir Valois.
Louis Valois est un bassiste et interprète québécois, un des membres fondateurs du groupe Harmonium, qui fut un groupe-phare au Québec, dans les années 1970.   

## Biographie
D'abord membre du groupe les Whoose au début des années 1970, formé de son frère Daniel et deux amis (Jacques Faucher et Michel Papineau), Louis Valois se joint à Serge Fiori et à Michel Normandeau à la fin de l'année 1972 pour former Harmonium. Après trois disques, de nombreuses tournées (au Québec, au Canada, aux États-Unis et même en Europe) et jouissant d'un succès considérable, le groupe se dissout en 1978.
Subséquemment, il œuvre dans le milieu de la musique, ouvrant un studio d'enregistrement à Montréal, Post-M. Il partage sa vie avec Monique Fauteux, qui s'était joint au groupe Harmonium durant l'enregistrement et la tournée de l'album L'Heptade, avec laquelle il aura deux enfants. Sa fille Julie chante dans Premier Ciel, le groupe hommage à Harmonium, et a interprété, en duo avec sa mère, la chanson Le corridor au spectacle Salut à Serge Fiori en 2006. Tous les trois avec certains autres membres d'Harmonium ont participés à l'hommage pour Serge Fiori, mort en juin 2025.
De 2016 à 2019, Louis Valois participe activement aux rééditions des disques de son ancien groupe, tant au remixage qu'à leurs promotions.
Le 28 octobre 2018, il reçoit, conjointement aux autres membres d'Harmonium, un trophée honorifique au 40e gala des prix Félix. Il est intronisé, avec Serge Fiori, Michel Normandeau et Serge Locat, au Temple de la renommée du Panthéon des auteurs et compositeurs canadiens lors de la 30e édition du Gala SOCAN à Montréal, le 22 septembre 2019.

## Discographie

### Avec Harmonium
- Harmonium - 1974
- Si on avait besoin d'une cinquième saison - 1975
- L'Heptade - 1976
- Harmonium en tournée - 1980

### Collaborations
- Live au El Casino de Neil Chotem - 1979[6]
- Le matin des musiciens de Daniel Valois - 1979[7]
- Magie de Francesca - 1985 [8]